# Mortes em dezembro de 2018
Mortes em 2018: ← Janeiro – Fevereiro – Março – Abril – Maio – Junho – Julho – Agosto – Setembro – Outubro – Novembro – Dezembro →
Esta é uma relação de pessoas notáveis que morreram durante o mês de dezembro de 2018, listando nome, nacionalidade, ocupação e ano de nascimento. 

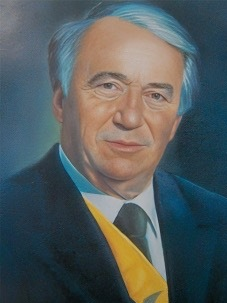
Belisario Betancur, político colombiano.

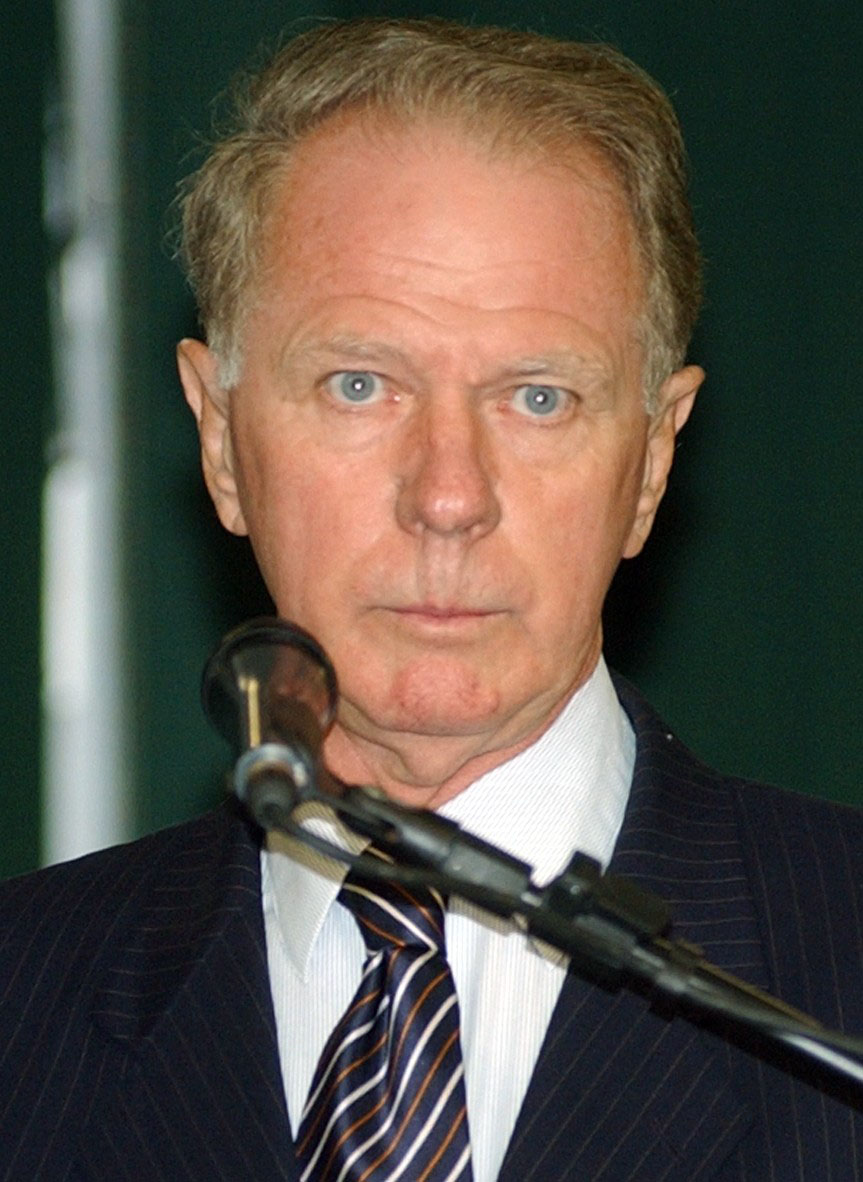
Gerson Camata, jornalista e político brasileiro.

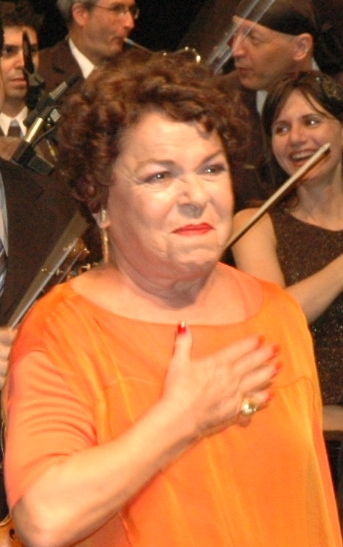
Miúcha, cantora brasileira.

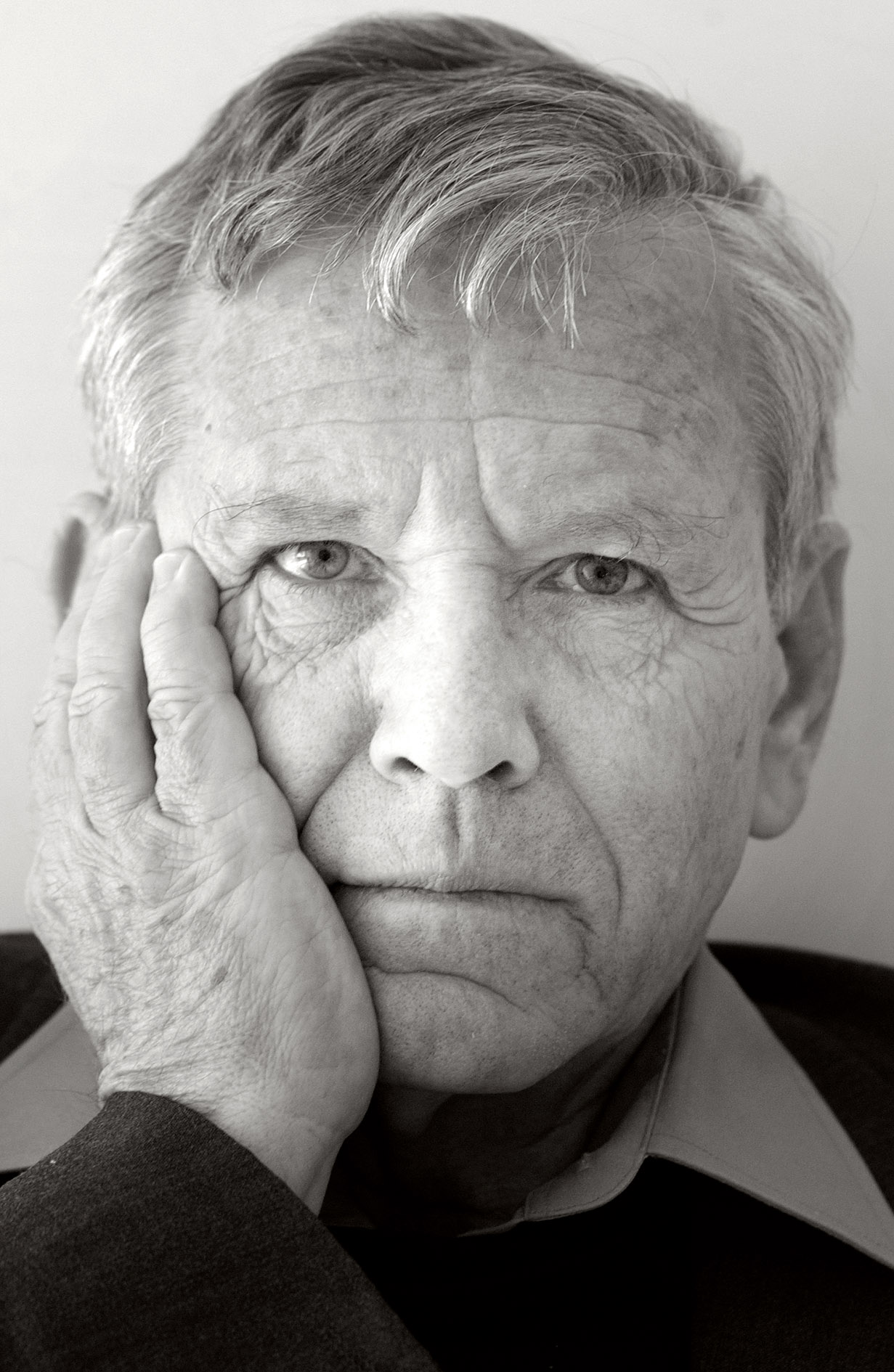
Amos Oz, escritor e pacifista israelense.

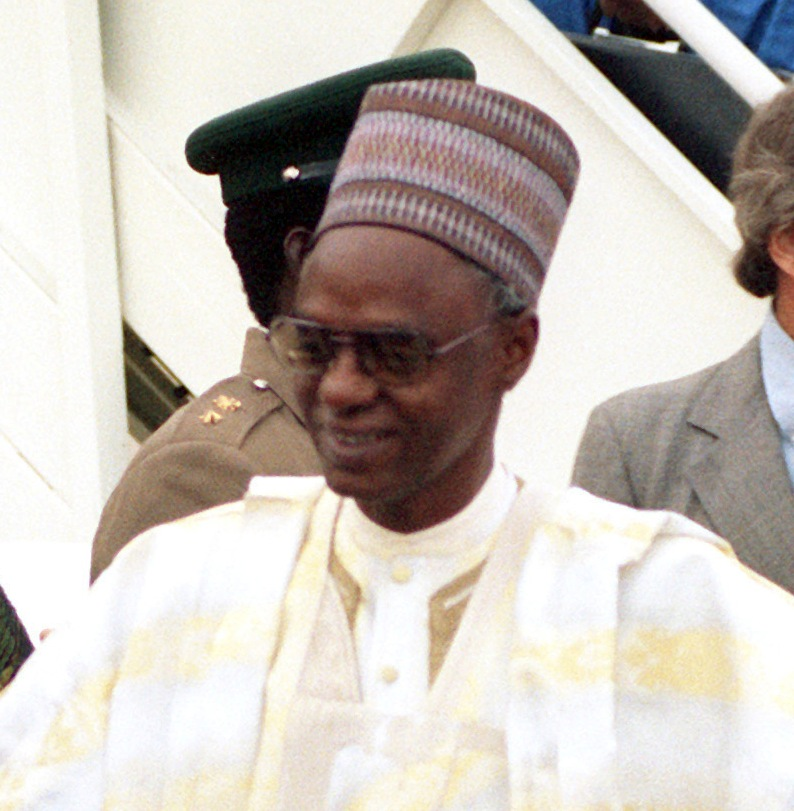
Shehu Shagari, ex-presidente da Nigéria.

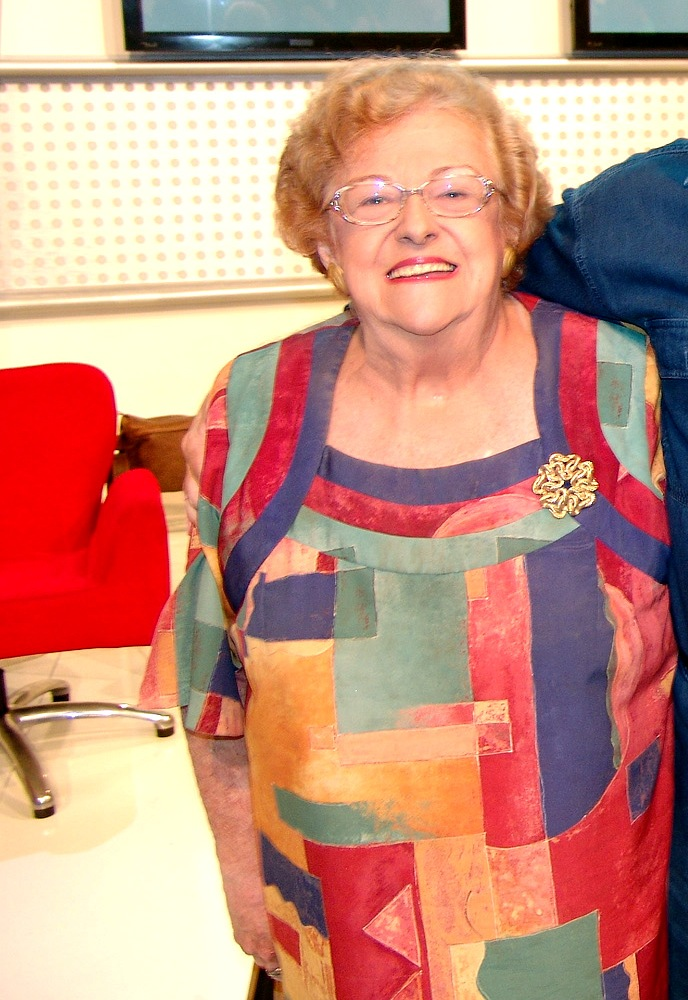
Etty Fraser, atriz brasileira

| Dia | Nome                      | Profissão ou motivo de reconhecimento | Nacionalidade              | Ano de nasc. | Ref    |
| --- | ------------------------- | ------------------------------------- | -------------------------- | ------------ | ------ |
| 1   | Zhang Ouying              | Futebolista                           | China                      | 1975         | [ 1 ]  |
| 2   | Perry Robinson            | Clarinetista e compositor de jazz     | Estados Unidos             | 1938         | [ 2 ]  |
| 3   | Kenneth Yen               | Empresário                            | Taiwan                     | 1965         | [ 3 ]  |
| 5   | Dynamite Kid              | Lutador profissional                  | Reino Unido                | 1958         | [ 4 ]  |
| 5   | José Tarciso de Souza     | Futebolista e político                | Brasil                     | 1956         | [ 5 ]  |
| 5   | Evy Berggren              | Ginasta                               | Suécia                     | 1934         | [ 6 ]  |
| 6   | Larry Hennig              | Lutador de wrestling                  | Estados Unidos             | 1936         | [ 7 ]  |
| 6   | Meire Nogueira            | Atriz e apresentadora                 | Brasil                     | 1940         | [ 8 ]  |
| 6   | Alfredo Sternheim         | cineasta                              | Brasil                     | 1942         | [ 9 ]  |
| 6   | José de Anchieta Júnior   | Engenheiro e político                 | Brasil                     | 1965         | [ 10 ] |
| 7   | Luigi Radice              | Futebolista e treinador               | Itália                     | 1935         | [ 11 ] |
| 7   | Belisario Betancur        | Advogado e político                   | Colômbia                   | 1923         | [ 12 ] |
| 8   | David Weatherall          | Médico geneticista                    | Reino Unido                | 1933         | [ 13 ] |
| 8   | Jolanta Szczypińska       | Enfermeira e política                 | Polónia                    | 1957         | [ 14 ] |
| 8   | Lyudmila Alexeyeva        | Historiadora e ativista               | Rússia                     | 1927         | [ 15 ] |
| 8   | Maria Teresa Cárcomo Lobo | Jurista e política                    | Portugal                   | 1929         | [ 16 ] |
| 8   | Sérgio Knust              | Guitarrista                           | Brasil                     | 1965         | [ 17 ] |
| 9   | Guire Poulard             | Arcebispo                             | Haiti                      | 1942         | [ 18 ] |
| 9   | Riccardo Giacconi         | Físico                                | Itália                     | 1931         | [ 19 ] |
| 9   | Yumiko Shige              | Velejadora                            | Japão                      | 1965         | [ 20 ] |
| 11  | Lia Wyler                 | Tradutora                             | Brasil                     | 1934         | [ 21 ] |
| 11  | Walter Williams           | Futebolista                           | Honduras                   | 1983         | [ 22 ] |
| 13  | Eunice Paiva              | Advogada                              | Brasil                     | 1929         | [ 23 ] |
| 15  | Arthur Maia               | Baixista                              | Brasil                     | 1962         | [ 24 ] |
| 15  | Girma Wolde-Giorgis       | Empresário, militar e ex-presidente   | Etiópia                    | 1924         | [ 25 ] |
| 16  | Isolda Bourdot            | Compositora                           | Brasil                     | 1957         | [ 26 ] |
| 16  | Giuseppe Sermonti         | Geneticista                           | Itália                     | 1925         | [ 27 ] |
| 17  | Penny Marshall            | Atriz e cineasta                      | Estados Unidos             | 1943         | [ 28 ] |
| 17  | Andrey Shcharbakow        | Futebolista                           | Bielorrússia               | 1991         | [ 29 ] |
| 17  | Galt MacDermot            | Compositor, pianista e escritor       | Canadá/ Estados Unidos     | 1928         | [ 30 ] |
| 18  | Bill Slater               | Futebolista                           | Reino Unido                | 1927         | [ 31 ] |
| 19  | Norman Gimbel             | Compositor                            | Estados Unidos             | 1927         | [ 32 ] |
| 20  | Klaus Hagerup             | Encenador, escritor, diretor e autor  | Noruega                    | 1946         | [ 33 ] |
| 20  | Andrea G. Pinketts        | Escritor                              | Itália                     | 1961         | [ 34 ] |
| 23  | Elias Stein               | Matemático                            | Bélgica/ Estados Unidos    | 1931         | [ 35 ] |
| 24  | Jozef Adamec              | Futebolista e treinador               | Eslováquia                 | 1942         | [ 36 ] |
| 24  | Nilson Gibson             | Político                              | Brasil                     | 1935         | [ 37 ] |
| 24  | John Mills                | Historiador do futebol                | Espanha                    | 1938         | [ 38 ] |
| 25  | Sigmaringa Seixas         | Advogado, administrador e político    | Brasil                     | 1944         | [ 39 ] |
| 25  | Guto Barros               | Guitarrista e compositor              | Brasil                     | 1957         | [ 40 ] |
| 25  | Nancy Grace Roman         | Astrônoma                             | Estados Unidos             | 1925         | [ 41 ] |
| 26  | Gerson Camata             | Jornalista e político                 | Brasil                     | 1941         | [ 42 ] |
| 26  | Wendy Beckett             | Freira e historiadora                 | África do Sul/ Reino Unido | 1930         | [ 43 ] |
| 27  | Miúcha                    | Cantora                               | Brasil                     | 1937         | [ 44 ] |
| 27  | Ueze Zahran               | Empresário                            | Brasil                     | 1924         | [ 45 ] |
| 27  | Mãe Stella de Oxóssi      | Religiosa                             | Brasil                     | 1925         | [ 46 ] |
| 27  | Richard Arvin Overton     | Supercentenário e veterano de guerra  | Estados Unidos             | 1906         | [ 47 ] |
| 28  | Amos Oz                   | Escritor e pacifista                  | Israel                     | 1939         | [ 48 ] |
| 28  | Shehu Shagari             | Ex-presidente                         | Nigéria                    | 1925         | [ 49 ] |
| 28  | Peter Hill-Wood           | Empresário                            | Reino Unido                | 1936         | [ 50 ] |
| 28  | Aldo Parisot              | Violoncelista                         | Brasil                     | 1918         | [ 51 ] |
| 31  | Peter Thompson            | Futebolista                           | Reino Unido                | 1942         | [ 52 ] |
| 31  | Antonio Salvador Sucar    | Basquetebolista                       | Argentina/ Brasil          | 1939         | [ 53 ] |
| 31  | Joaquim Bastinhas         | Cavaleiro tauromáquico                | Portugal                   | 1956         | [ 54 ] |
| 31  | Etty Fraser               | Atriz                                 | Brasil                     | 1931         | [ 55 ] |